# Carahunco
Carahunco es una localidad argentina ubicada en el Departamento Palpalá de la Provincia de Jujuy. Según el censo de 2010, tiene una población de 162 habitantes.
Está ubicada sobre la Ruta Provincial 56, a 500 metros del río Grande de Jujuy, y a 30 km al sudeste de San Salvador de Jujuy.
La principal actividad económica es la producción de tabaco. Cuenta con escuela, comisaría, puesto de salud, agua potable y energía eléctrica.